# Damme, Vechta

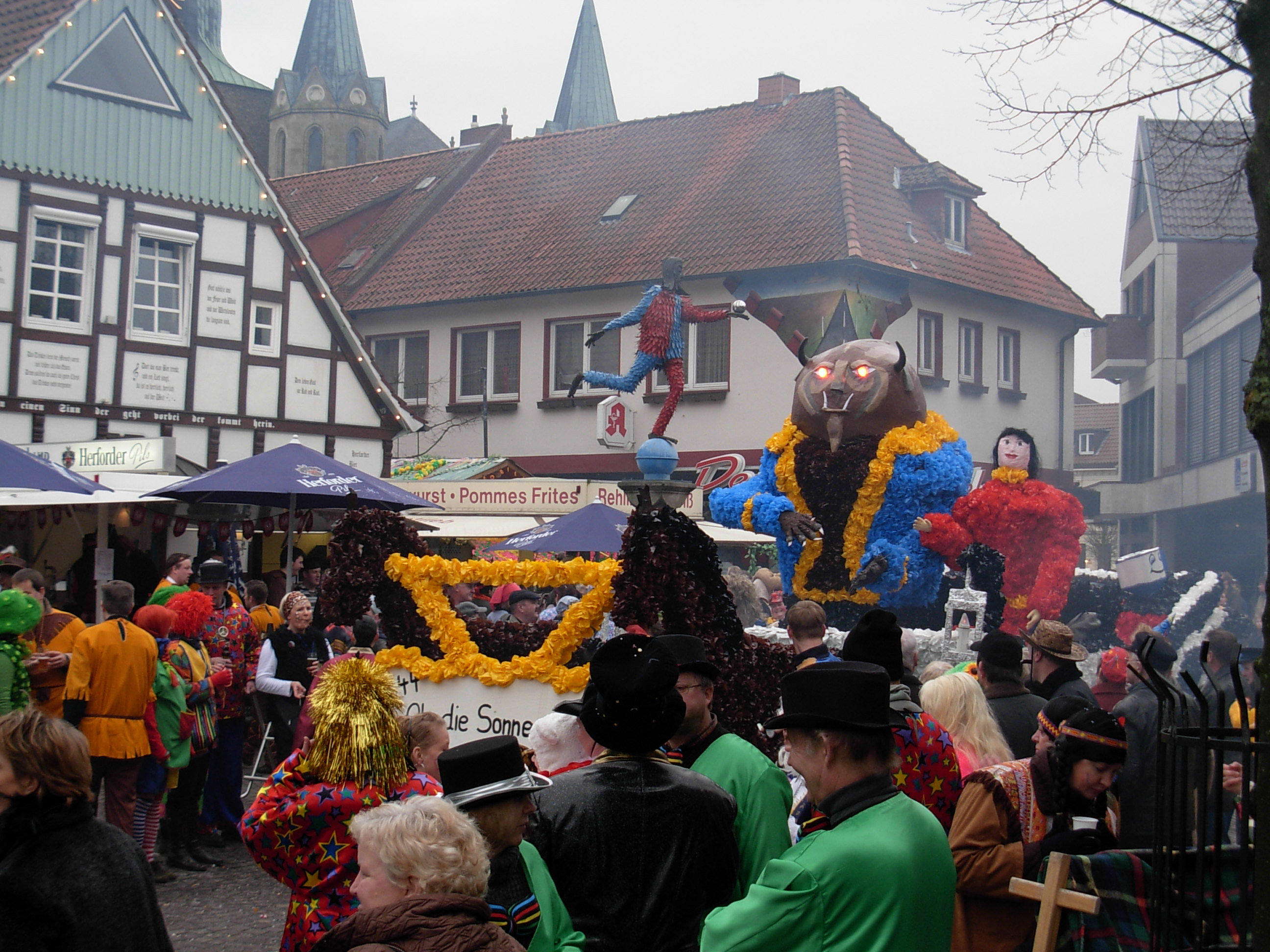
Carnival Damme 2008

Damme là một thị xã ở the huyện Vechta, trong bang Niedersachsen, nước Đức. Đô thị Damme, Vechta có diện tích km². Đô thị này có cự ly khoảng 25 km về phía nam của Vechta, và 36 km về phía đông bắc của Osnabrück.